# Esteban Tamayo y Tamayo
Esteban Tamayo y Tamayo, (Bayamo, Granma (Cuba), 3 de agosto de 1843 - Matanzas, Cuba, 21 de mayo de 1896), fue un independendista cubano.

## Orígenes y primeros años
Sus padres fueron Diego Tamayo y Curbelo y Pepilla de Tamayo y Barrero y su niñez transcurrió en un hogar donde el pensamiento independentista estaba presente.

## Guerra de los Diez Años
Se incorporó al estallido de la Guerra de los Diez Años en La Demajagua, peleando con firmeza y coraje bajo las órdenes de Máximo Gómez y Antonio Maceo, ostentando al terminar la guerra con el grado de teniente coronel.
Tamayo fue uno de los que al lado de Antonio Maceo protagonizaron la Protesta de Baraguá.

## Guerra Chiquita y Tregua Fecunda
En el mes de octubre de 1879 fue deportado por las autoridades españolas, fortaleciendo en su exilio las ideas independentistas y la inclinación por la lucha armada para lograr la independencia de Cuba.
Regresó a su patria en 1881 y se incorporó en 1890 a la fallida conspiración conocida como Paz del Manganeso, liderada por Antonio Maceo.

## Guerra del 95 y muerte
Dado el reinicio de la Guerra en 1895 se incorporó a esta desde su finca, desarrollando importantes acciones militares que impulsaron la Revolución frente a los reveses iniciales que tuvieron lugar en la región occidental.
Estuvo encargado de organizar los hombres de Bayamo para incorporarse a la Columna Invasora, reuniéndose con Maceo el 21 de noviembre de 1895 en Antón, Camagüey. Desarrolló una amplia paraticipación en las acciones desarrolladas durante la Campaña de Invasión y posterior a esta.
Cruzó la Trocha de Mariel a Majana en el mes de marzo de 1896 y participó en la Segunda Campaña de Pinar del Río, regresando a La Habana para desarrollar un conjunto de acciones en favor del accionar en el Occidente. Es ascendido a General de Brigada el 1.º de mayo de 1896 partiendo luego al refuerzo de las tropas que luchaban en el este de la trocha Mariel-Majana.
Murió en combate el 21 de mayo de 1896, en el combate de Las Carolinas, desarrollado en Matanzas.